# Palatine Township
Pour les articles homonymes, voir Palatine.
Palatine Township est un township du comté de Cook dans l'Illinois, aux États-Unis,. 